# Vagner Espíndola Rodrigues
Vagner Espíndola Rodrigues (Sapucaia do Sul, 19 de julho de 1975), mais conhecido como Vaguinho, é o atual Prefeito de Criciúma desde 2025.

## Biografia
Vagner Espindola, o Vaguinho, é casado com Gisele Apolinario Bolan e pai de quatro filhos: Kaluá, Kalin, Francisco e Maria. Filho de Geraldina e David (in memoriam), Vaguinho tem uma forte ligação com a família e com os valores que ela representa. Formado em Administração, Marketing, Publicidade e Gestão Pública, Vaguinho também possui um MBA em Gestão de Projetos e Gerenciamento de Cidades. Seu perfil acadêmico e profissional o preparou para desafios cada vez mais complexos na gestão pública. 
Em sua trajetória no governo de Criciúma, Vaguinho desempenhou papéis fundamentais, como chefe de gabinete, diretor de captação de recursos, diretor de projetos especiais, secretário-geral de governo, secretário do comitê gestor e secretário da Fazenda. Entre as muitas ações que liderou, destaca-se sua participação na primeira operação de crédito internacional que o município realizou, o Fonplata, um marco importante na história de desenvolvimento econômico, social e sustentável da cidade. 
Com uma trajetória de serviço público marcada pela inovação, responsabilidade e visão estratégica, Vaguinho Espindola assume a prefeitura de Criciúma para o período de 2025, com o compromisso de continuar o trabalho de transformação e desenvolvimento da cidade..